# سیارک ۱۶۹۲۹
سیارک ۱۶۹۲۹ (به انگلیسی: 16929 Hurnik، نامگذاری:1998FP73) شانزده هزار و نهصد و بیست و نهمین سیارک کشف شده‌است که در ۳۱ مارس ۱۹۹۸ کشف شد.
قدر مطلق سیارک برابر ۱۳٫۸۰ است.